# Dmitri Rogozin
Dmitri Olégovich Rogozin (en ruso: Дми́трий Оле́гович Рого́зин; nacido en Moscú el 21 de diciembre de 1963) es un político y diplomático ruso, director general de Roscosmos desde 2018.
Fue fundador, diputado y líder del partido político nacionalista Ródina (Patria). Entre 2008 y 2011, Vice primer ministro de Defensa y Industria Espacial de Rusia, además de embajador en la Organización del Tratado del Atlántico Norte (OTAN). Por la liberación de rehenes de grupos terroristas en la República de Chechenia durante 1996 y 1999, se le otorgó un arma personalizada.
El 18 de febrero de 2011, el presidente ruso, Dmitri Medvédev, nombró a Rogozin como representante del gobierno para los asuntos asociados a la defensa antimisiles en la OTAN. El 23 de diciembre, Rogozin fue nombrado vice primer ministro a cargo de las industria estatal militar y espacial. Para la industria de la Defensa, dirigió la creación de la institución Fundación de Investigaciones Avanzadas. En 2015, Rogozin fue nombrado jefe de la delegación rusa en el Consejo Ártico.
Es Doctor en Filosofía, especialidad «Filosofía y Teoría de la Guerra». Doctor en Ciencias Técnicas, especialidad «Teoría de Armas, Política Técnico-Militar, Sistema de Armas». Es autor de varios libros sobre estrategia y política militar y editor jefe del glosario de terminología militar «Guerra y paz en términos y definiciones» en las ediciones de 2004 y 2011. En 2010, publicó sus memorias en el libro «Halcones del mundo: diario de un embajador ruso» (Ястребы мира: Дневник русского посла).

## Biografía
Dmitri Rogozin nació en la familia de Oleg Rogozin (1929-2010), piloto, científico y jefe adjunto del servicio de armamento en el Ministerio de Defensa de la Unión Soviética hasta 1989. En 1986, se graduó con honores en el departamento internacional de Periodismo de la Universidad Estatal de Moscú. En 1988, se graduó con honores en Economía de la Universidad del Marxismo-Leninismo de Moscú, otorgado por el Comité de la Ciudad de Moscú del Partido Comunista de la Unión Soviética, la máxima representación del gobierno local del PCUS de la ciudad. 
En el pasado, Rogozin dio discursos en mítines nazis y realizó saludos fascistas mientras sostenía carteles nacionalistas blancos en público.
De 1990 a 1994, fue nombrado vicepresidente de la corporación RAU (РАУ-корпорация), una empresa privada con fines de consultoría para los nuevos negocios surgidos tras la disolución de la Unión Soviética, formada por antiguos miembros del PCUS y otras organizaciones soviéticas. En 1993, Rogozin se unió al recién creado Congreso de las Comunidades Rusas dirigido por Aleksandr Lébed, un partido político nacionalista surgido inicialmente para defender las minorías étnicas rusas en los nuevos países anteriormente parte de la URSS. De 1994 a 1997, es nombrado presidente del Congreso Internacional de Comunidades Rusas. 
Rogozin fue elegido miembro de la Duma Estatal como diputado del óblast de Vorónezh en 1997 y reelegido en 1999. Fue nombrado presidente del Comité de Asuntos Exteriores, lo que atrajo mucha atención de los medios y algunas críticas por algunos de sus comentarios públicos.   
En agosto de 2003, Dmitri Rogozin fundó junto a Serguéi Gláziev y Serguéi Baburin, el partido nacionalista Ródina («Patria») y fue nombrado presidente del partido. El partido fue descrito en Nóvaya Gazeta por la periodista Anna Politkóvskaya en su libro Un diario ruso, como «creada por los especialistas del Kremlin específicamente ... para alejar a los votantes moderadamente nacionalistas de los bolcheviques nacionales más extremistas».
En las elecciones legislativas del 7 de diciembre de 2003, Ródina obtuvo el 9,2% de los votos con 37 escaños de 450. Durante la legislatura apoyó la mayoría de las políticas del presidente Vladímir Putin. En febrero de 2005, cuatro diputados de Ródina, incluido Dmitri Rogozin, se declararon en huelga de hambre y se encerraron en sus oficinas de la Duma Estatal para protestar contra la reforma de la asistencia social propuesta por el gobierno del primer ministro Mijaíl Fradkov. Desde este enfrentamiento perdido, el partido adoptó una política de oposición al gobierno mientras apoyaba al presidente Putin. 
Durante el período de 2002 a 2004, fue representante especial del Presidente de Rusia para discutir los problemas del óblast de Kaliningrado por las últimas ampliaciones de la Unión Europea hacia los países bálticos. En julio de 2005, Baburin abandona Ródina junto a otros nueve diputados, creando un grupo en la Duma que también lleva el nombre de Ródina. Rogozin acusa al gobierno ruso de librar una guerra contra su partido autorizando un segundo partido con el mismo nombre, creyendo que el partido gobernante de Rusia Unida se siente amenazado por ellos. El 6 de noviembre de 2005, Ródina queda excluida de la elección de la Duma Estatal de Moscú tras una denuncia presentada por el Partido Liberal-Democráta de Rusia por incitar al odio racial durante la campaña electoral. Las encuestas predecían Ródina a una puntuación de casi el 25% de ponerlo en segundo lugar.
Renunció inesperadamente en marzo de 2006. El 28 de octubre, tras la fusión del partido con otros partidos como el Partido Ruso de los Pensionistas, se formó un nuevo partido llamado Rusia Justa. Dmitri Rogozin junto a algunos de los antiguos miembros del partido se abstuvieron de integrarse y optaron por figurar como independientes.
Desde 1997 hasta 2007, también ocuparía los puestos de vicepresidente del comité de seguridad, presidente del comité de asuntos internacionales, jefe de la delegación de la Asamblea Federal en el Consejo de Europa y vicepresidente de la Asamblea Federal de la Duma Estatal. En 1998, impartió un curso especial «Seguridad Nacional» en la Academia del Estado Mayor de las Fuerzas Armadas de Rusia. 
De 2008 a 2011, ocupó el cargo de representante permanente de Rusia ante la OTAN en Bruselas. De febrero de 2011 a 2012, representante especial del presidente de Rusia para los temas relacionados con la defensa antimisiles en la OTAN. El 23 de diciembre de 2011, fue nombrado vice primer ministro de Rusia.
De 2012 a 2014, presidente de la Comisión Militar-Industrial nacional. El 10 de septiembre de 2014, pasó a ser Vicepresidente de la Comisión y Presidente de la Junta de la Comisión.
El 21 de marzo de 2012, fue nombrado representante especial para Transnistria.